# Liste der Naturwaldreservate in Mecklenburg-Vorpommern
Die Liste der Naturwaldreservate in Mecklenburg-Vorpommern enthält 35 (Stand März 2017) Naturwaldreservate in Mecklenburg-Vorpommern. Die Liste enthält die amtlichen Bezeichnungen für Namen, Kennung, Naturraum, Größe und das Jahr der Ausweisung. Die geographischen Lage ist gemittelt und die Angabe des Landkreises / Stadt bezieht sich auf diese Angabe. Die Gebiete können sich jedoch auch über mehrere Landkreise erstrecken.
Seit etwa 40 Jahren (verstärkt seit dem Naturschutzjahr 1970) werden in ganz Deutschland Naturwaldreservate ausgewiesen, um eine Palette an Totalreservaten zu erhalten. Naturwaldreservate sind Wälder, die sich in einem weitgehend naturnahen Zustand befinden. Die natürliche Waldentwicklung läuft hier ungestört ab. Im Lauf der Zeit entstehen dort Urwälder mit starken Bäumen und viel Totholz. In Mecklenburg-Vorpommern gibt es derzeit 35 solche Naturwaldreservate mit 1404 ha Fläche.

## Liste
| Name des Gebietes  | Bild | Kennung | Naturraum                                                           | Landkreis / Stadt                     | Beschreibung / Bemerkungen                                               | Standort | Fläche in Hektar | Jahr der Verordnung |
| ------------------ | ---- | ------- | ------------------------------------------------------------------- | ------------------------------------- | ------------------------------------------------------------------------ | -------- | ---------------- | ------------------- |
| An der Steinmühle  |      | 13-042  | Mecklenburgische Seenplatte                                         | Landkreis Mecklenburgische Seenplatte | gleichzeitig Waldmonitoring-Fläche im Müritz-NLP                         | Position | 46,7             | 1998                |
| Bassendorfer Bruch |      | 13-022  | Nordost-Mecklenburgisches Tiefland mit Oderhaffgebiet               | Landkreis Vorpommern-Rügen            |                                                                          | Position | 45,9             | 2003                |
| Bohnrath           |      | 13-023  |                                                                     | Landkreis Ludwigslust-Parchim         |                                                                          | Position | 34,2             | 2003                |
| Brooker Wald       |      | 13-017  | Mecklenburgisch-Vorpommersches Küstengebiet                         | Landkreis Nordwestmecklenburg         |                                                                          | Position | 46,3             | 2003                |
| Conower Werder     |      | 13-016  |                                                                     | Landkreis Uckermark                   |                                                                          | Position | 51,4             | 2003                |
| Dohlenwald         |      | 13-008  | Mecklenburgische Seenplatte                                         | Landkreis Ludwigslust-Parchim         |                                                                          | Position | 45,1             | 2000                |
| Großer Barkhorst   |      | 13-010  | Mecklenburgische Seenplatte                                         | Landkreis Rostock                     |                                                                          | Position | 48,8             | 2002                |
| Großer Lähnhorst   |      | 13-021  | Rückland der Mecklenburg-Brandenburgischen Seenplatte               | Landkreis Mecklenburgische Seenplatte |                                                                          | Position | 60,8             | 2003                |
| Großer Wohld       |      | 13-020  | Mecklenburgisch-Vorpommersches Küstengebiet                         | Landkreis Rostock                     |                                                                          | Position | 34,7             | 2003                |
| Grot Katthorst     |      | 13-013  | Mecklenburg-Brandenburgisches Platten- und Hügelland sowie Luchland | Landkreis Ludwigslust-Parchim         |                                                                          | Position | 40,0             | 2006                |
| Heilige Hallen     |      | 13-002  | Mecklenburg-Brandenburgisches Platten- und Hügelland sowie Luchland | Landkreis Mecklenburgische Seenplatte |                                                                          | Position | 39,2             | 1998                |
| Hinrichshagen      |      | 13-007  | Rückland der Mecklenburg-Brandenburgischen Seenplatte               | Landkreis Mecklenburgische Seenplatte |                                                                          | Position | 38,9             | 1999                |
| Hohe Burg          |      | 13-011  | Rückland der Mecklenburg-Brandenburgischen Seenplatte               | Landkreis Rostock                     |                                                                          | Position | 30,2             | 2003                |
| Im Großen Sand     |      | 13-018  | Mecklenburg-Brandenburgisches Platten- und Hügelland sowie Luchland | Landkreis Ludwigslust-Parchim         |                                                                          | Position | 37,3             | 2003                |
| Insel Vilm         |      | 13-005  |                                                                     | Landkreis Vorpommern-Rügen            |                                                                          | Position | 85,5             | 2008                |
| Karbower Bruch     |      | 13-030  | Mecklenburg-Brandenburgisches Platten- und Hügelland sowie Luchland | Landkreis Ludwigslust-Parchim         |                                                                          | Position | 37,5             | 2003                |
| Kramsbruch         |      | 13-050  | Mecklenburgische Seenplatte                                         | Landkreis Mecklenburgische Seenplatte | gleichzeitig Waldmonitoring-Fläche im Müritz-NLP                         | Position | 46,8             | 1998                |
| Kriegholz          |      | 13-004  | Rückland der Mecklenburg-Brandenburgischen Seenplatte               | Landkreis Rostock                     |                                                                          | Position | 14,9             | 1998                |
| Kronwald           |      | 13-003  | Nordost-Mecklenburgisches Tiefland mit Oderhaffgebiet               | Landkreis Mecklenburgische Seenplatte |                                                                          | Position | 33,4             | 1998                |
| Latzigbruch        |      | 13-026  | Nordost-Mecklenburgisches Tiefland mit Oderhaffgebiet               | Landkreis Vorpommern-Greifswald       |                                                                          | Position | 28,5             | 2003                |
| Piekberg           |      | 13-083  | Mecklenburgisch-Vorpommersches Küstengebiet                         | Landkreis Vorpommern-Rügen            | gleichzeitig Waldmonitoring-Fläche im NLP Jasmund                        | Position | 34,4             | 1998                |
| Rüterberg          |      | 13-014  | Elbtalniederung                                                     | Landkreis Ludwigslust-Parchim         |                                                                          | Position | 30,4             | 2003                |
| Scheefgrund        |      | 13-015  | Rückland der Mecklenburg-Brandenburgischen Seenplatte               | Landkreis Rostock                     |                                                                          | Position | 49,7             | 2006                |
| Schieren Buchen    |      | 13-012  | Rückland der Mecklenburg-Brandenburgischen Seenplatte               | Landkreis Mecklenburgische Seenplatte |                                                                          | Position | 43,3             | 2003                |
| Schloßberg         |      | 13-081  | Mecklenburgisch-Vorpommersches Küstengebiet                         | Landkreis Vorpommern-Rügen            | gleichzeitig Waldmonitoring-Fläche im NLP Jasmund                        | Position | 27,5             | 1998                |
| Serrahner Berge    |      | 13-041  | Mecklenburgische Seenplatte                                         | Landkreis Mecklenburgische Seenplatte | gleichzeitig Waldmonitoring-Fläche im Müritz-NLP                         | Position | 73,3             | 1998                |
| Stephansberg       |      | 13-001  | Mecklenburgische Seenplatte                                         | Landkreis Ludwigslust-Parchim         |                                                                          | Position | 26,1             | 1996                |
| Stuersches Bruch   |      | 13-029  | Mecklenburgische Seenplatte                                         | Landkreis Mecklenburgische Seenplatte |                                                                          | Position | 32,1             | 2003                |
| Testorfer Holz     |      | 13-009  | Mecklenburgische Seenplatte                                         | Landkreis Ludwigslust-Parchim         |                                                                          | Position | 51,0             | 2000                |
| Useriner Horst     |      | 13-043  | Mecklenburgische Seenplatte                                         | Landkreis Mecklenburgische Seenplatte | gleichzeitig Waldmonitoring-Fläche im Müritz-NLP                         | Position | 37,4             | 1998                |
| Werderholz         |      | 13-019  | Mecklenburgische Seenplatte                                         | Schwerin                              |                                                                          | Position | 35,0             | 2003                |
| Westdarß           |      | 13-061  | Mecklenburgisch-Vorpommersches Küstengebiet                         | Landkreis Vorpommern-Rügen            | gleichzeitig Waldmonitoring-Fläche im NLP Vorpommersche Boddenlandschaft | Position | 28,5             | 1998                |
| Wittenhagen        |      | 13-006  | Nordost-Mecklenburgisches Tiefland mit Oderhaffgebiet               | Landkreis Vorpommern-Rügen            |                                                                          | Position | 27,3             | 1998                |
| Wummsee            |      | 13-024  | Mecklenburgische Seenplatte                                         | Landkreis Ostprignitz-Ruppin          |                                                                          | Position | 22,0             | 2003                |
| Zippelower Holz    |      | 13-027  | Rückland der Mecklenburg-Brandenburgischen Seenplatte               | Landkreis Mecklenburgische Seenplatte |                                                                          | Position | 39,9             | 2003                |